# De Veenhuis
De Veenhuis é uma vila da municipalidade de Nijkerk, na província de Guéldria, nos Países Baixos, e está situada a 6 km ao norte de Amersfoort.